# Нери, Филипп
Святой Фили́пп Не́ри, Филиппо Ромоло Нери (итал. Filippo Romolo Neri), 21 июля 1515, Флоренция — не ранее 25 мая 1595 и не позднее 26 мая 1595, Рим) — католический святой, основатель конгрегации ораторианцев.

## Биография

### Ранние годы
Филиппо Нери родился во Флоренции, в семье нотариуса Франческо Нери и был младшим из его четырёх сыновей. Получил хорошее начальное образование при флорентийском доминиканском монастыре Сан-Марко. Спустя десятилетия он вспоминал, что в этом монастыре наиболее сильное и благоприятное влияние на его развитие и формирование оказали Зинобио ди Медичи и Серванцио Мини, упоминая их как своих главных учителей. В 18 лет семья послала Филиппа к его бездетному дяде Ромоло в неаполитанский городок Сан-Джермано (ныне Кассино) у подножия Монтекассино с тем, чтобы юноша помогал ему в делах, и с надеждой, что тот унаследует богатое дядино состояние. По воспоминаниям самого святого Филиппа, в доме дяди с ним произошло то, что он называл «обращением», не раскрывая, однако, подробностей.
Филипп после этого направился в Рим, где его приютил знакомый флорентиец. За кров и еду Филипп обучал его двоих детей, в прочее время почти не покидая своей комнаты. Через два года он решил прервать затворничество и в течение трёх лет изучал философию и богословие.

### «Апостол Рима»
Дальнейшая его деятельность была посвящена проповеди Евангелия среди наиболее неимущих обитателей Рима, которая в конце концов принесла ему прозвище «Апостол Рима». Откликнувшихся на его проповеди Филиппо Нери привлекал к уходу за больными и немощными, а также к своим молитвенным практикам, наиболее любимыми из которых были моления в Катакомбах святого Себастьяна и молитвенный обход семи больших римских базилик. Именно Нери закрепил традицию паломничества по семи церквям, которая впоследствии широко распространилась и в других странах.

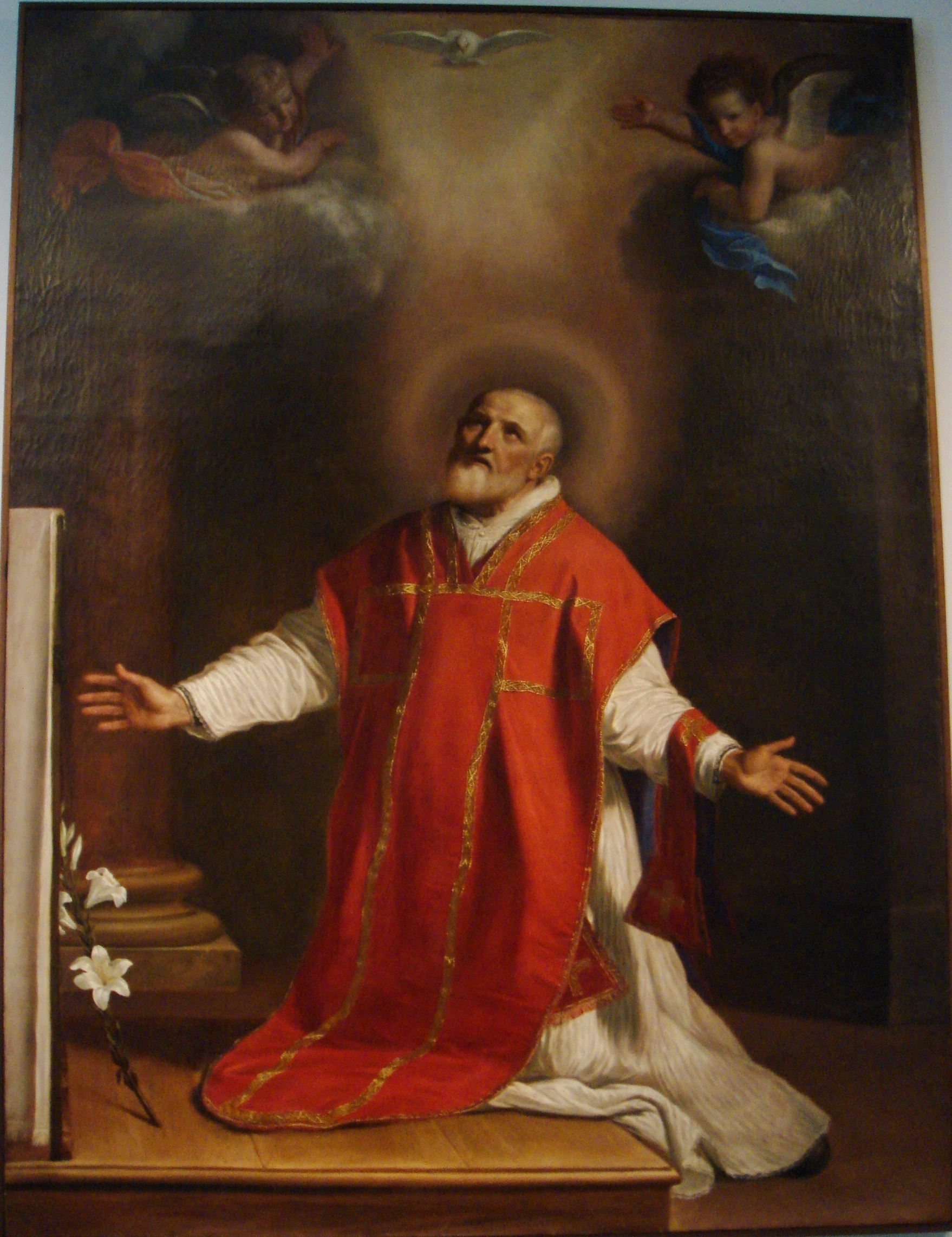
Гверчино. Св. Филипп Нери

Среди больших почитателей и последователей Филиппа был его близкий друг и ученик, представитель аристократического семейства Медичи — его земляк-флорентиец Алессандро Оттавиано Медичи, ставший впоследствии римским папой под именем Лев XI. Нери задолго до этого предсказал своему другу его понтификат и во многом определил его дальнейшую судьбу. Алессандро, ещё не будучи священником, вместе с друзьями также участвовал в молитвенных процессиях и практиках Нери и благодаря ему твердо решил стать служителем церкви. Дружбу со св. Филиппом будущий папа римский сохранил на всю жизнь.
К этому же периоду относится и знакомство Филиппа Нери с Игнатием Лойолой и Франциском Ксаверием, двумя знаменитыми основателями ордена иезуитов, которое тоже переросло в крепкую дружбу. Несмотря на то, что Филипп был впечатлён трудами и планами своих новых знакомых, он сам отказался присоединиться к Обществу Иисуса, хотя иезуитами стали многие из его учеников. Святой Игнатий Лойола в шутку говорил, что Филипп Нери для иезуитов то же, что колокол для церкви — людей сзывает, а сам не входит. Филипп был воодушевлён рассказами и планами Франциска Ксаверия о проповеди христианства на востоке и хотел к нему присоединиться, однако отказался от этой мысли. По преданию, один старый монах-цистерцианец сказал Филиппу в ответ на просьбу о совете по поводу своих миссионерских планов: «Твоя Индия — Рим».
В 1548 году он основал «Братство Святой Троицы для паломников и страждущих». Члены братства брали на себя и заботу о больных и неимущих паломниках. В особенности много работы у них было в юбилейный, 1550 год. 23 мая 1551 года Филипп Нери был рукоположён в священники и стал служить в церкви Сан-Джироламо-делла-Карита, где львиную долю времени посвящал принятию исповеди.

### Создание ораториев
Около 1558 года отец Филипп начал проводить при церкви специальные встречи, получившие название «Оратории». Название возникло от слова «речь» — oratio. Структура оратория была приблизительно такой: молитва; чтение текста из Писания, житий или трудов Отцов Церкви; выступление одного из участников на тему отрывка; дискуссия. Филипп Нери вёл дискуссию, делал замечания и формулировал выводы. Заканчивалось собрание молитвой и исполнением духовной музыки: так родились те сочинения, которые сегодня называют ораториями. Особенностью встреч было то, что в них принимали участие на равных как священники, так и миряне. Помимо встреч члены общины занимались самообразованием — изучали церковную музыку, церковную историю, вели благотворительную деятельность.

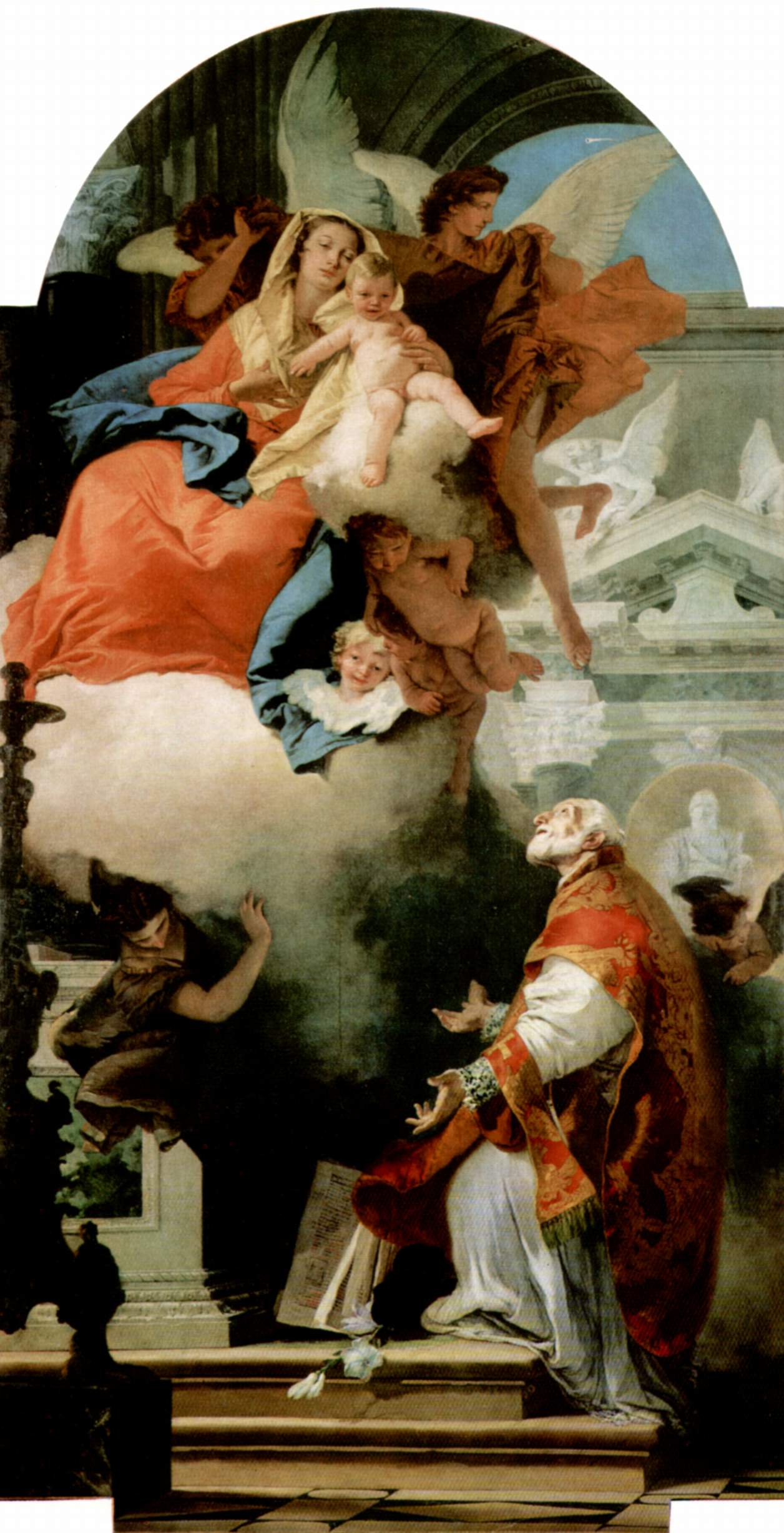
Тьеполо, Джованни Баттиста Явление Девы святому Филиппу Нери

В 1559 году Филипп Нери возобновил свои молитвенные процессии по семи базиликам Рима. Форма этих процессий была крайне вольной по меркам XVI века, они сопровождались музыкой, и заканчивались пикником на лугу. «Новые методы работы с прихожанами» отца Филиппа вызвали неприятие у многих влиятельных иерархов, которых также раздражало «странное», по их мнению, поведение священника — призывы к радости и веселью, юмор и шутки в проповедях, периодическое ношение шутовских нарядов с целью высмеять манеры современного ему общества и др. Было начато расследование, на время которого он был отстранён от исповеди. Обвиняли Нери также и в том, что он является почитателем Савонаролы, но специальная комиссия оправдала священника и очистила его от всех обвинений.
В 1564 году Филипп Нери был назначен настоятелем церкви Сан-Джованни-деи-Фиорентини. Это назначение было связано с желанием влиятельной римской общины выходцев из Флоренции иметь своего глубоко почитаемого земляка во главе церкви, считавшейся церковью римских флорентийцев. При этой церкви Филипп также начал проводить «оратории», участники которых стали именовать себя ораторианцами. Постепенно были разработаны определённые правила при участии священника Франческо Таруджи, будущего кардинала, также присоединившегося к ораторианцам. Среди других знаменитых членов общины были историк Цезарь Бароний, будущий кардинал, и композитор Палестрина. В этот же период Филипп Нери стал духовником Камилла де Леллиса, которого убедил в необходимости принять духовный сан.
15 июля 1575 года Григорий XIII буллой Copiosus in misericordia одобрил создание общества. Ораторианцы стали утверждённым обществом общинной жизни, впоследствии обществом апостольской жизни, то есть её члены не приносят монашеских обетов, а в состав конгрегации входят как священники, так и миряне.
Ядром новой конгрегации стала небольшая церковь Санта-Мария-ин-Валичелла, которая под руководством Филиппа Нери была перестроена и расширена, после чего получила прозвище «Новая церковь» (Chiesa Nuova).

### Последние годы
В 1593 году в возрасте 78 лет из-за старческой немощи святой Филипп отказался от поста главы ораторианцев, его преемником стал кардинал Бароний. 25 мая 1595 года в ночь после праздника Тела Христова он скончался в окружении учеников, благословив их перед смертью. Похоронен в церкви Санта-Мария-ин-Валичелла, которая до сих пор является главной церковью ораторианцев.

## Прославление

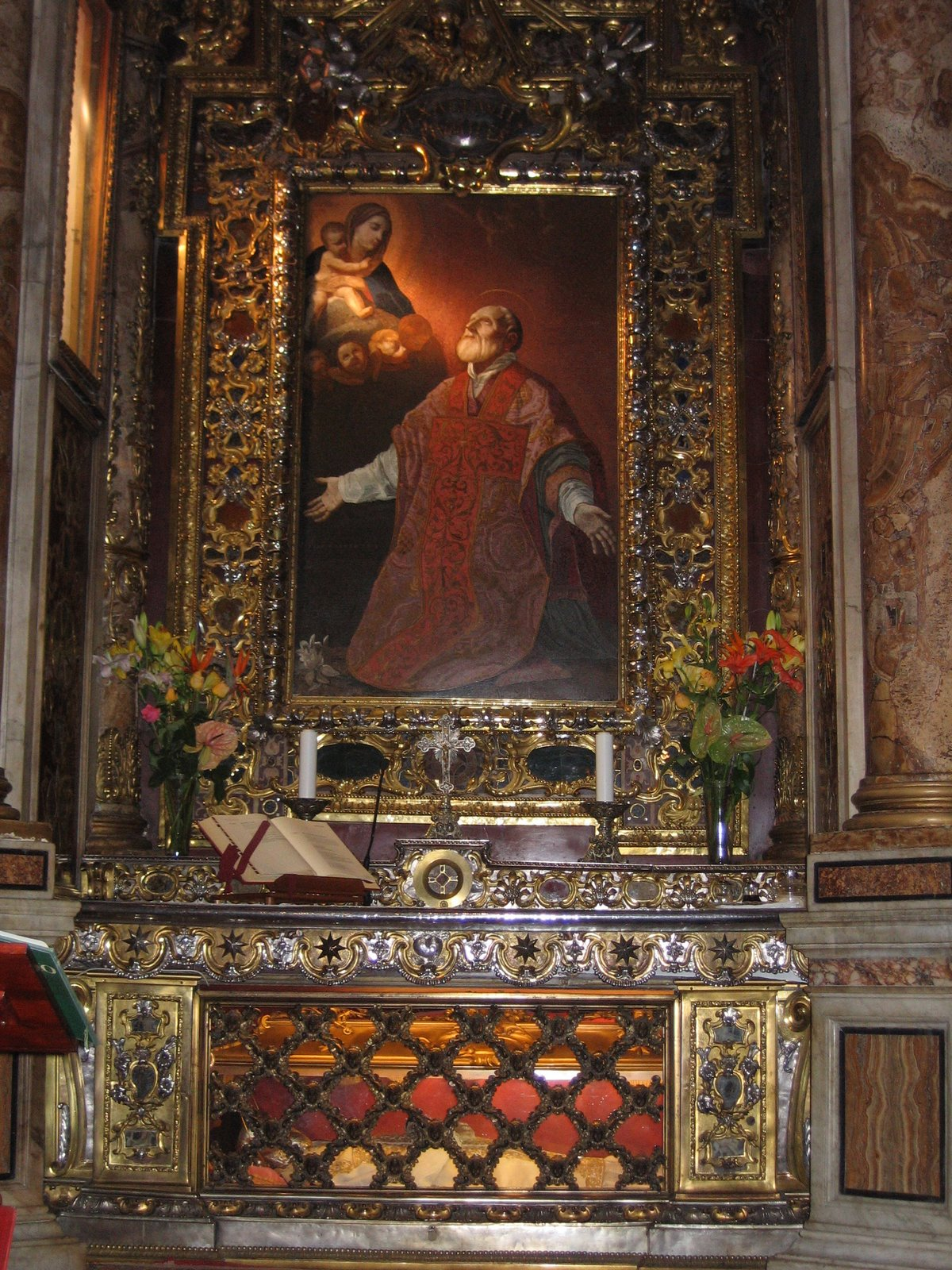
Капелла святого Филиппа Нери в церкви Санта-Мария-ин-Валичелла, где он похоронен

Папа Павел V беатифицировал Филиппа Нери 11 мая 1615 года, папа Григорий XV канонизировал его 12 марта 1622 года. День памяти в Католической церкви — 26 мая.
Коллекта мессы 26 мая.
Боже, Ты непрестанно превозносишь славу святых верных Твоих служителей; по милости Твоей воспламени в наших душах огонь Святого Духа, которым Ты дивно зажёг в сердце святого Филиппа Нери. Через Господа нашего Иисуса Христа, Твоего Сына, Который с Тобою живёт и царствует в единстве Святого Духа, Бог, во веки веков.

## В кино
Художественный фильм итальянского производства «Будьте добрыми, если сможете» (State buoni se potete) (1983). В роли Филиппа Нери снялся актёр Джонни Дорелли.
Телевизионный двухсерийный итальянский фильм «Святой Филипп Нери: Я предпочитаю рай» (Preferisco il Paradiso) (2010). В роли Филиппа Нери — Джиджи Прoйэтти.